# ルイーゼ・マイリンク
ルイーゼ・マイリンク（Luise Meyrink）は、SNKの対戦型格闘ゲーム『KOF MAXIMUM IMPACT』シリーズに登場する架空の人物。担当声優は辻裕子。

## 概要
『KOF MAXIMUM IMPACT 2』（以下『MI2』と表記）で登場した謎の美女。左眼に泣きぼくろが二つあり、頭部には特徴的な蝶の髪飾りを付けている。
かなり謎めいており、本人によれば「人間ではない」らしい。メイラ兄弟に隠された秘密を知っている模様。ジヴァートマから「ラキア」と呼ばれる。
旧家の令嬢として生まれ、裕福な家庭で育った。住む屋敷には爺とメイドが雇われている。父親はロケット工学の権威であるデートレフ・マイリンク。ごく普通に暮らす大学院生だが、周囲を魅了する美貌を持ち、全ての古典楽器を巧みに弾きこなし、10か国語を話す語学堪能な才女。誰からも愛されているらしく、母や友人からは「ルー」という愛称で呼ばれている。お淑やかで落ち着いた性格だが、それが行き過ぎて冷徹な面を持ち合わせており、身内ですら客観的に見ることしかできない自分を不本意に思い悩んでいる。本来は温厚だが、戦いでは容赦しない。
格闘技経験は皆無であり、実際は全くの素人であるが、その身に宿す不思議な力を駆使し、超人的な力で軽やかな身のこなしで舞うように闘う。本人は「シュメッターリング闘舞術」と名乗っているが、あくまで我流である。彼女の能力は「教えて学べるものじゃない」と語っている。
『MI2』での大会前にナガセと邂逅して対決したことがある。飛び入り参加で大会に参戦、ジヴァートマに拉致されかけたアルバを助け出し、彼を導くような言動をしている。
シリーズの外伝にあたる『KOF MAXIMUM IMPACT Regulation "A"』ではアッシュ・クリムゾンと対面している。
デザインコンセプトは「蝶」。キャラクターデザインを担当したFALCOONによると、メネラウスモルフォがモチーフ。

## 各種技の解説
必殺技の名前には様々な音楽用語が盛り込まれ、その一つ一つに枕詞が付いている。

### 通常投げ
夕凪のフィナーレ

旋風のロンド

### 必殺技
天使のアド・リブ
空中移動技。前方、後方、手前、奥の4方向がある。
忘却のカルテット
回転しながら攻撃する。以下の3つの追加技に移行できる。
シャープ（♯）
青い球を斜め上に飛ばす。
フラット（♭）
青い球を前方に飛ばす。
ナチュラル
後方に移動する。

胡蝶のレクイエム
回転しながら飛び上がる。
反逆のバラード
オーラの盾を召喚して、相手の飛び道具を撥ね返す。また、盾にも攻撃判定がある。
螺旋のプレリュード
相手の足をつかんで、回転させながら投げる。
闇夜のノクターン
相手の攻撃を受け止めて、空中に投げるカウンター技。
天羽（あまはね）のワルツ
空中回転キック。
欺瞞のフーガ
「天羽のワルツ」の追加技。

### 超必殺技
希望のファンファーレ
手元に光の剣を作り出して、斬り付ける。
断罪のメヌエット
相手を地面に叩きつけ、オーラで打ち上げ、ビームでとどめをさす。
別離（わかれ）のオーバチュア
ビームを撃つ技。弱は下に、強は横に撃つ。

## 登場ゲーム
- KOF MAXIMUM IMPACTシリーズ
  - KOF MAXIMUM IMPACT 2
  - KOF MAXIMUM IMPACT Regulation "A"
- Days of Memoriesシリーズ
  - Days of Memories 〜純白の天使たち〜

## 関連人物
- アルバ・メイラ - 過去に何らかの関係がある者
- ソワレ・メイラ - 過去に何らかの関係がある者の弟
- ナガセ - 宿敵？
- ジヴァートマ - 宿敵にして父親を拉致した人物